# Adriángela
María José Guillén Torres, conocida como Adriángela (Valencia, España, 1938), es una cantante española, muy reconocida en los años 60 y 70.

## Biografía
María José Guillén Torres, siendo ese su nombre verdadero nació en la ciudad de Valencia, España en 1942. Estudió piano y canto, en el Conservatorio de Valencia y apareció por primera vez en el año 1961, debutando en el I Certamen de la Canción de Madrid. Rápidamente graba un disco para el concurso, y participa en Benirdom el mismo año. Fue una de las chica ye-ye de España, con otras como Betina, Rosalía y Silvana Velasco.
En el año 1965, Zafiro se fija en ella y la lanza poniendo en el mercado varios discos y EP, algunos ya repetidos. El resultado fue malo, ya que ninguno de sus discos subió lo demasiado arriba y siempre estaban en la mitad o hasta a veces de último lugar. Fue una de las candidatas de Eurovisión, resultando ganadora junto al cantante Raphael (Festival de la Canción Española de Palma de Mallorca), con el tema "Recordar".
Su voz fue muy potente, después de los discos, lo que la llevó rápidamente a ser de las mejores cantantes españolas de la década de los 60. Fue una de las pocas que se atrevió a cantar temas de Dionne Warwick, Dusty Springfield y Sandie Shaw, o sea teniendo la potencia con las divas del pop de esos años. También fue reconocida por sus peinados, diferentes a los de otras artistas, llevándola más alta a la fama.
En 1966, graba temas de Zafiro como Recordar / En Tus Brazos, La Mitad de la mitad / Tu para siempre, entre otros. Se retira a principios de 1970, y se establece en Torremolinos, donde en 1973 abre un local, que será uno de los locales nocturnos más reconocidos de la ciudad.

## Discografía
En Zafiro
- 1961: I Certamen de la canción de Madrid
- 1965: Recordar / En tus brazos
- 1965: VII Festival de la canción Mediterránea
- 1965: La Mitad de la mitad / Tu para siempre
- 1965: Ve con el / Me gusta la gente
- 1965: Siempre hay algo que me recuerda a ti / Las lágrimas de un día
- 1965: Ve con el / Siempre hay algo que me recuerda a ti / Las lágrimas de un día / Me gusta la gente
- 1965: Recordar / En tus brazos quiero olvidar / El mundo / Nunca hay bastante
- 1965: La mitad de la mitad / Tu no has comprendido nunca / Tu para siempre / Siempre hay un mañana
- 1965: El Mundo / Nunca hay Bastante
- 1966: Porque nunca se contó / Mi vida esta hecha de amor
- 1967: Un hombre y una mujer
- 1968: Marea baja / San Francisco
- 1968: IV Festival del Miño Orense 1968

En Sintonía
- 1969: Buenos Días
- 1970: Mira que llega la mañana

En Fidias
- 1971: Camino del amor / Te mentirán también ´

- Datos: Q16143911